# Antarctothoa galaica
Antarctothoa galaica is een mosdiertjessoort uit de familie van de Hippothoidae. De wetenschappelijke naam van de soort is, als Celleporella galaica, voor het eerst geldig gepubliceerd in 1999 door Cesar-Aldariz, Fernández-Pulpeiro & Reverter-Gil.